# Гол охлюв призрак
Голият охлюв призрак (Selenochlamys ysbryda) е вид гол охлюв от семейство Trigonochlamydidae. Видът е открит през 2006 г. в Кардиф, Уелс и бе официално описан и обявен през 2008 г. от Бен Роусън, научен сътрудник и докторант към Националния музей на Уелс, и Бил Симонсън, еколог в Кардифския университет.
Той е нощно животно. Хищник е и се храни с червейчета и различни ларви. Думата ysbryd на уелски означава призрак, а е наречен така заради белия си цвят.